# Badukiella subnigra
Badukiella subnigra är en nattsländeart som beskrevs av Olah 1985. Badukiella subnigra ingår i släktet Badukiella och familjen husmasknattsländor. Inga underarter finns listade i Catalogue of Life.